# Rollamienta
Rollamienta ist ein Ort und eine Gemeinde (municipio) mit nur noch 44 Einwohnern (Stand: 2024) im Norden der spanischen Provinz Soria in der Autonomen Gemeinschaft Kastilien-León. Der Ort gehört zur bevölkerungsarmen Serranía Celtibérica

## Lage und Klima
Der Ort Rollamienta liegt wenige Kilometer südlich der zur Region La Rioja gehörenden Sierra de Cebollera in der Provinz Soria in einer Höhe von ca. 1160 m. Die Entfernung zur südlich gelegenen Provinzhauptstadt Soria beträgt ca. 25 km (Fahrtstrecke). Das Klima ist wegen der Höhenlage eher gemäßigt; Regen (ca. 490 mm/Jahr) fällt hauptsächlich im Winterhalbjahr.

## Bevölkerungsentwicklung
| Jahr      | 1857 | 1900 | 1950 | 2000 | 2019 |
| Einwohner | 242  | 190  | 153  | 45   | 40   |

Die zunehmende Mechanisierung der Landwirtschaft sowie die Aufgabe von bäuerlichen Kleinbetrieben („Höfesterben“) und der daraus resultierende Verlust an Arbeitsplätzen haben in hohem Maße zu dem deutlichen Bevölkerungsrückgang seit Beginn des 20. Jahrhunderts beigetragen (Landflucht).

## Wirtschaft
Die überwiegend zum Zweck der Selbstversorgung betriebene Landwirtschaft bildet noch heute die Lebensgrundlage der Bevölkerung. Aber auch der Tourismus in Form der Vermietung von Ferienwohnungen (casas rurales) spielt eine nicht unbedeutende Rolle für die Einnahmen des Ortes.

## Geschichte
Keltische, römische, westgotische und selbst maurische Spuren fehlen. Wahrscheinlich wurde das hochgelegene Gebiet bereits seit altersher als Sommerweide genutzt; die eigentliche Gründung des Ortes dürfte jedoch auf die Zeit nach der Rückeroberung (reconquista) und Neu- oder Wiederbesiedlung (repoblación) im 12./13. Jahrhundert zurückgehen.

## Sehenswürdigkeiten
- Die Kirche San Sebastián ist eine bereits durch Strebepfeiler gestützte Kirche aus der Übergangszeit von der Romanik zur Gotik (13. Jahrhundert). Ihre schmucklose Westfassade wird von einem zweigeteilten Glockengiebel (espadaña) überhöht. Im Innern befindet sich ein mittelalterlicher Taufstein (pila bautismal) mit Arkadengliederung und aufwändigem Randdekor.
- Die kleine Kapelle der Ermita del Humilladero befindet sich beim östlichen Ortsausgang.